# Villa lasia
Villa lasia är en tvåvingeart som först beskrevs av Christian Rudolph Wilhelm Wiedemann 1824.  Villa lasia ingår i släktet Villa och familjen svävflugor. Inga underarter finns listade i Catalogue of Life.